# 뤼크셀레시

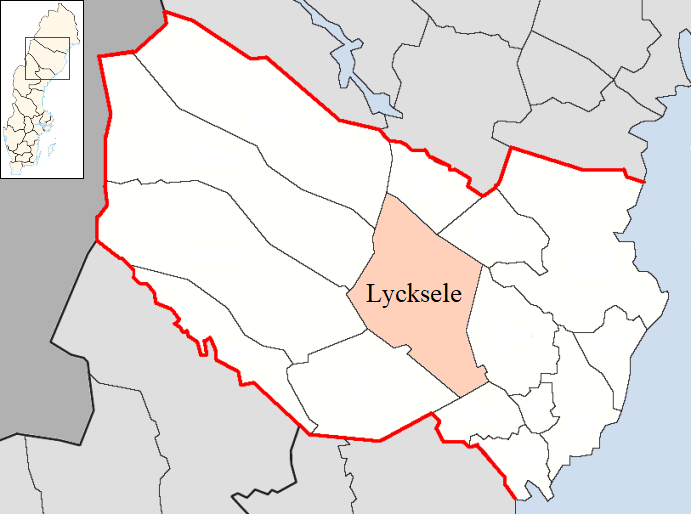
뤼크셀레 시의 위치

뤼크셀레시(스웨덴어: Lycksele kommun)는 스웨덴 베스테르보텐주에 위치한 지방 자치체로 행정 중심지는 뤼크셀레이며 면적은 5,888.93km2, 인구는 12,187명(2016년 12월 31일 기준), 인구 밀도는 2.1명/km2이다.

시 문장